# Конституційний суд Молдови

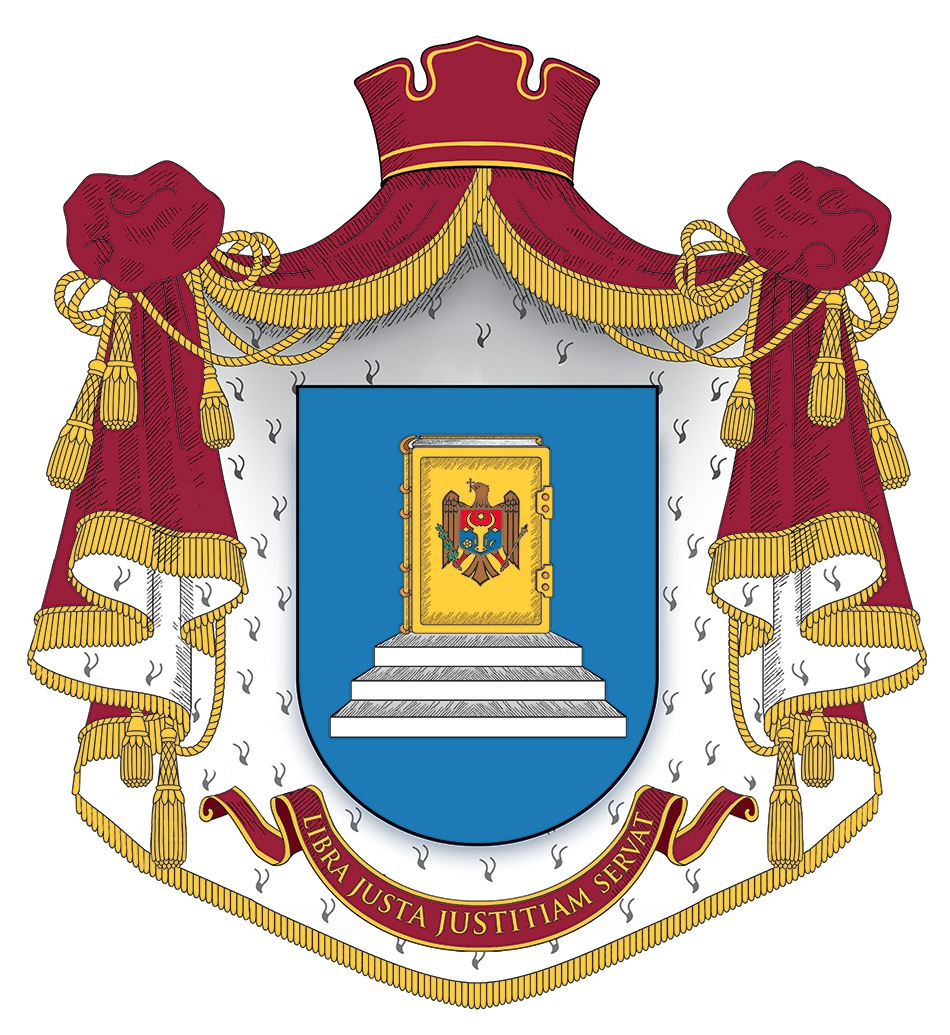
Герб Конституційного суду Молдови

Конституційний суд Молдови (рум. Curtea Constituţională a Republicii Moldova) — належить до судової гілки державної влади. Є органом конституційного контролю, до компетенції якого входить оцінка відповідності правових норм конституції. Його статус і повноваження визначені у 5-му розділі конституції.
Конституційний суд — єдиний орган конституційної юрисдикції в Молдові. Він незалежний від будь-якої іншої публічної влади і підкоряється тільки конституції, гарантує верховенство конституції, забезпечує реалізацію принципу поділу державної влади на законодавчу, виконавчу та судову і гарантує відповідальність держави перед громадянином і громадянина перед державою.
Конституційний суд не розглядає політичні питання. Головою Конституційного суду з 23 лютого 1995 року був Павло Барбалат. З 27 лютого 2001 року був Віктор Пушкаш. З 1 березня 2007 року ним був обраний Дмитро Пулбере, який був переобраний 2 березня 2010 року. У жовтні 2011 року головою суду став Олександр Тенасе.

## Повноваження
Конституційний суд розв'язує такі питання:
- здійснює контроль за запитом конституційності законів і постанов парламенту, указів президента, постанов і ордонансів уряду, а також міжнародних договорів, однією із сторін яких є Молдова[2];
- дає тлумачення конституції;
- висловлюється з пропозиціями про перегляд Конституції;
- підтверджує результати республіканських референдумів;
- підтверджує результати виборів парламенту і президента Молдови;
- констатує обставини, що виправдовують розпуск парламенту, відсторонення від посади президента Республіки Молдова або тимчасове виконання його обов'язків, а також неможливість виконання президентом Республіки Молдова своїх обов'язків протягом більш ніж 60 днів;
- дозволяє виняткові випадки неконституційності правових актів, представлені Вищою судовою палатою;
- приймає рішення з питань, предметом яких є конституційність діяльності партії.

Конституційний суд здійснює свою діяльність з ініціативи суб'єктів, передбачених законом про конституційний суд.

## Формування
Конституційний суд складається з шести суддів, які призначаються на шестирічний термін. Двоє суддів призначаються Парламентом, двоє — Урядом і двоє — Вищою радою магістратури. Судді Конституційного суду обирають таємним голосуванням Голови суду на 3 роки.

### Незалежність
Судді Конституційного суду незмінні протягом строку повноважень і є незалежними, підкоряються тільки Конституції.

### Умови призначення
Судді Конституційного суду повинні мати вищу юридичну освіту, високий професійний рівень і стаж роботи в галузі юриспруденції, у сфері юридичної освіти чи науки не менше 15 років.

### Несумісність
Посада судді Конституційного суду несумісна з якою іншою оплачуваною державною або приватною посадою, за винятком викладацької і наукової діяльності.

## Рішення Конституційного суду
- Закони та інші нормативні акти або їх частини втрачають чинність з моменту ухвалення Конституційним судом відповідного рішення.
- Рішення Конституційного суду остаточні й оскарженню не підлягають.